# John Oldham (poeta)
John Oldham (Shipton Moyne, 9 agosto 1653 – Holm Pierrepont, 9 dicembre 1683) è stato un poeta inglese, pioniere dell'imitazione della satira latina in inglese.

## Biografia
John Oldham era figlio di un vicario accademico che si occupò inizialmente della sua istruzione; dopo di che studiò alla Tetbury Grammar School per due anni e dal 1670 al 1674 alla Saint Edmund Hall dell'Università di Oxford.
Due anni dopo, nel 1676, assunse il ruolo di usciere della Whitgift School di Croydon.
Le sue poesie attirarono l'attenzione del conte di Rochester e del conte di Dorset, che lo incontrarono a Croydond e si congratularono per i suoi versi.
L'imitazione di Oldham dell'elegia di Mosco
Epitaffio su Bion (Epitaph on Bion, 1680), scritta alla morte di Rochester, si caratterizzò per una toccante espressione della sua gratitudine nei suoi confronti.
Nel 1677 tentò, apparentemente senza successo, di ottenere il riconoscimento a corte scrivendo un poema sul matrimonio della principessa Maria II d'Inghilterra con Guglielmo III d'Inghilterra.
Oldham abbandonò il suo impiego di usciere nel 1678, per diventare tutore dei nipoti di un giudice in pensione a Reigate, nel Surrey.
Dopo di che studiò anche medicina per un anno a Londra, e durante il suo soggiorno londinese, frequentò gli ambienti del tribunale e scrisse numerose satire, alcune erotiche, per divertire questo circolo.
Sempre a Londra conobbe il poeta e drammaturgo John Dryden, che compose una celebre elegia intitolata Alla memoria del signor Oldham (To the Memory of Mr. Oldham), in ricordo di Oldham e della sua prematura morte, a causa del vaiolo.
Oldham ha un posto notevole nello sviluppo della satira classica. Le Quattro satire sui Gesuiti (The four Satyrs upon the Jesuits, 1681), tra cui Garnet's Ghost, pubblicata in precedenza senza l'autorizzazione dell'autore nel 1679, mentre l'intera opera con l'aggiunta di qualche altra composizione fu stampata nel 1681, ottennero molti consensi e risultarono la sua opera più apprezzata e nota.
L'opera fu intrisa di versi forti ma melodrammatici, ispirati e influenzati dalle invettive di Giovenale, con il quale condivise una affinità elettiva sincera.
La causa per la composizione della satira fu lo sdegno popolare suscitato dalla diffusione della notizia del Complotto papista del 1678, della presunta cospirazione cattolica per assassinare Carlo II d'Inghilterra, accelerando la salita al potere del fratello Giacomo II d'Inghilterra, convertitosi al cattolicesimo romano.
Tra le sue altre opere si ricorda la Satira contro la donna che con la sua falsità e il suo disprezzo causò la morte di un mio amico (A Satyr Upon a Woman, who by her Falshood and Scorn was the Death of my Friend, 1678), caratterizzata da molti elementi pregevoli, anche se i suoi toni risultano un po' forti, e la Satira contro la virtù (A Satire Against Virtue, 1679).
Oldham nel suo ultimo anno scrisse una serie di versi satirici, fortemente ispirati da Giovenale e dal poeta francese Nicolas Boileau. Le sue satire si distinsero per le tematiche generali e sociali.
Tradusse alcune delle poesie di Giovenale, che furono raccolte nel volume Poesie e traduzioni (Poems and Translations) e pubblicate postume.

## Opere
- Satira contro la donna che con la sua falsità e il suo disprezzo causò la morte di un mio amico (A Satyr Upon a Woman, who by her Falshood and Scorn was the Death of my Friend, 1678);
- Il fantasma del granato (Garnet's Ghost, 1679);
- Satira contro la virtù (A Satire Against Virtue, 1679);
- Epitaffio su Bion (Epitaph on Bion, 1680);
- Quattro satire sui Gesuiti (The four Satyrs upon the Jesuits, 1681).